# De 5 a 7
De 5 a 7 és una pel·lícula romàntica americana de 2014 escrita i dirigida per Victor Levin i protagonitzada per Anton Yelchin, Bérénice Marlohe, Olivia Thirlby, Lambert Wilson, Frank Langella i Glenn Close. Ha estat doblada al català.
De 5 a 7 fou premiat al Tribeca Festival de cinema el 19 d'abril de 2014. Fou també presentat al Traverse City Film Festival el 2014, on va guanyar el Premi d'Audiència per la millor pel·lícula americana. La pel·lícula va ser estrenada el 3 d'abril de 2015 per IFC Films.

## Argument
Anton Yelchin és un escriptor de 24 anys que té un afer amb una dona francesa casada de 33 anys, Arielle. Ella, amb el seu marit Valéry, té un acord que els permet tenir afers extramatrimonials mentre es facin entre les 5 i les 7 de la tarda.

## Repartiment
- Anton Yelchin com a Brian Floreix
- Bérénice Marlohe com a Arielle Pierpont
- Olivia Thirlby com a Jane Hastings
- Lambert Wilson com a Valéry Pierpont
- Frank Langella com a Sam Floreix
- Glenn Proper com a Arlene Floreix
- Eric Stoltz com a Jonathan Galassi
- Jocelyn DeBoer com a Kiva Floreix